# Lijst van Tweede Kamerleden voor GroenLinks-PvdA
Een overzicht van alle huidige en voormalige Tweede Kamerleden voor de gezamenlijke fractie GroenLinks-PvdA. Op 27 oktober 2023 gingen de fracties van de twee partijen samen als één fractie verder onder leiding van Jesse Klaver. Sinds 6 december 2023 ligt het fractievoorzitterschap bij Frans Timmermans.
| Tweede Kamerlid      | Begindatum       | Einddatum        | Partij     |
| -------------------- | ---------------- | ---------------- | ---------- |
| Kauthar Bouchallikht | 27 oktober 2023  | 5 december 2023  | GroenLinks |
| Laura Bromet         | 27 oktober 2023  |                  | GroenLinks |
| Julian Bushoff       | 27 oktober 2023  |                  | PvdA       |
| Glimina Chakor       | 6 december 2023  |                  | GroenLinks |
| Corinne Ellemeet     | 27 oktober 2023  | 5 december 2023  | GroenLinks |
| Geert Gabriëls       | 6 december 2023  |                  | GroenLinks |
| Marleen Haage        | 18 december 2024 |                  | PvdA       |
| Daniëlle Hirsch      | 6 december 2023  |                  | GroenLinks |
| Habtamu de Hoop      | 27 oktober 2023  |                  | PvdA       |
| Barbara Kathmann     | 27 oktober 2023  |                  | PvdA       |
| Jesse Klaver         | 27 oktober 2023  |                  | GroenLinks |
| Suzanne Kröger       | 27 oktober 2023  |                  | GroenLinks |
| Attje Kuiken         | 27 oktober 2023  | 5 december 2023  | PvdA       |
| Esmah Lahlah         | 6 december 2023  |                  | GroenLinks |
| Tom van der Lee      | 27 oktober 2023  |                  | GroenLinks |
| Senna Maatoug        | 27 oktober 2023  | 18 december 2024 | GroenLinks |
| Mohammed Mohandis    | 27 oktober 2023  |                  | PvdA       |
| Songül Mutluer       | 27 oktober 2023  |                  | PvdA       |
| Henk Nijboer         | 27 oktober 2023  | 5 december 2023  | PvdA       |
| Jimme Nordkamp       | 6 december 2023  |                  | PvdA       |
| Mariëtte Patijn      | 6 december 2023  |                  | PvdA       |
| Anita Pijpelink      | 6 december 2023  |                  | PvdA       |
| Kati Piri            | 27 oktober 2023  |                  | PvdA       |
| Elke Slagt           | 6 december 2023  |                  | GroenLinks |
| Luc Stultiens        | 6 december 2023  |                  | GroenLinks |
| Joris Thijssen       | 27 oktober 2023  |                  | PvdA       |
| Frans Timmermans     | 6 december 2023  |                  | PvdA       |
| Mikal Tseggai        | 6 december 2023  |                  | PvdA       |
| Lisa Westerveld      | 27 oktober 2023  |                  | GroenLinks |
| Raoul White          | 6 december 2023  |                  | GroenLinks |